# Böhms gierzwaluw
De Böhms gierzwaluw (Neafrapus boehmi) is een vogel uit de familie Apodidae (gierzwaluwen). De vogel is genoemd naar de Duitse zoöloog Richard Böhm.

## Verspreiding en leefgebied
Deze soort komt voor in oostelijk en zuidoostelijk Afrika en telt twee ondersoorten:
- N. b. boehmi: van Angola tot westelijk Tanzania en noordelijk Zambia.
- N. b. sheppardi: zuidoostelijk Kenia, oostelijk Tanzania, Zambia, Zimbabwe, Mozambique en noordoostelijk Zuid-Afrika.